# 60-е годы до н. э.
60-е (шестидеся́тые) го́ды до на́шей э́ры по пролептическому юлианскому календарю — промежуток времени с 1 января 69 года до н. э. по 31 декабря 60 года до н. э., включающий с 69 по 61 годы 4-го десятилетия  и 60 год 5-го десятилетия I века 1-го тысячелетия до н. э. Им предшествовали 70-е годы до н. э., за ними следовали 50-е годы до н. э. Они закончились 2085 лет назад.

## Важнейшие события
- 68—67 до н. э. — покорение Квинтом Цецилием Метеллом Критским острова Крит;
- 67 до н. э. — победа Гнея Помпея над пиратами в Киликии и восстановление безопасного судоходства по всему Средиземноморью;
- 63 до н. э. — Заговор Катилины[1]. 5 декабря 63 до н. э. — казнь находившихся в Риме заговорщиков.
- Конец 60-х годов — При гуньмо Унгуйми усуни предпринимают наступление на хуннов.
- 60 до н. э. — создание первого триумвирата с участием Гая Юлия Цезаря, Гнея Помпея Великого и Марка Лициния Красса.

## Римские консулы десятилетия
- 69: Квинт Гортензий Гортал и Квинт Цецилий Метелл Критский;
- 68: Луций Цецилий Метелл и Квинт Марций Рекс, суффект — Сервилий Ватия;
- 67: Гай Кальпурний Пизон и Маний Ацилий Глабрион;
- 66: Маний Эмилий Лепид и Луций Волькаций Тулл;
- 65: Луций Аврелий Котта и Луций Манлий Торкват;
- 64: Луций Юлий Цезарь и Гай Марций Фигул;
- 63: Марк Туллий Цицерон и Гай Антоний Гибрида;
- 62: Децим Юний Силан и Луций Лициний Мурена;
- 61: Марк Пупий Пизон Фруги Кальпурниан и Марк Валерий Мессала Нигер;
- 60: Квинт Цецилий Метелл Целер и Луций Афраний.